# Targa Florio 1920
La Targa Florio 1920 è stata l'11ª edizione della Targa Florio svoltasi il 25 ottobre 1920 in Sicilia sul Medio circuito delle Madonie.

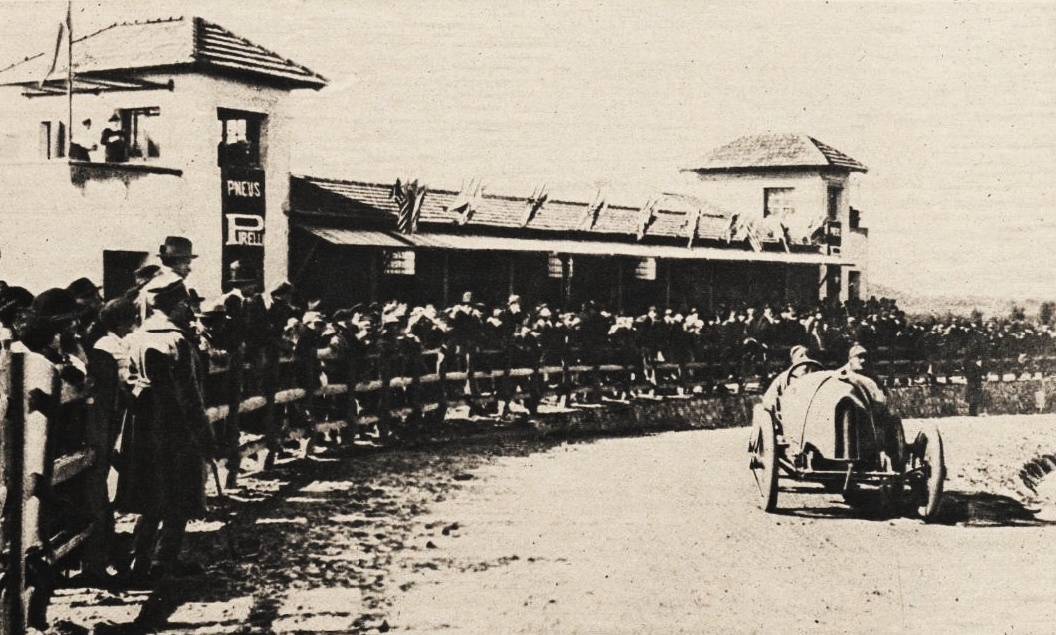
Guido Meregalli (al volante) vince la sua unica Targa Florio.

## Contesto
Il 1920 iniziò male per il comitato organizzatore della Targa Florio, guidato da Vincenzo Florio: durante un temporale in primavera, un fulmine aveva colpito la tribuna in legno a Cerda, che poi prese fuoco. Anche le corsie dei box avevano preso fuoco a causa di scintille volanti, che, come le tribune, vennero completamente distrutte. Nel 1920 la gara avrebbe dovuto svolgersi di nuovo nella data originaria di maggio, ma il grande incendio la fece posticipare al 25 ottobre. Florio trasferì la linea di partenza e di arrivo alla stazione ferroviaria di Cerda e costruì tribune fortificate, sale e aree di fossa in cemento.

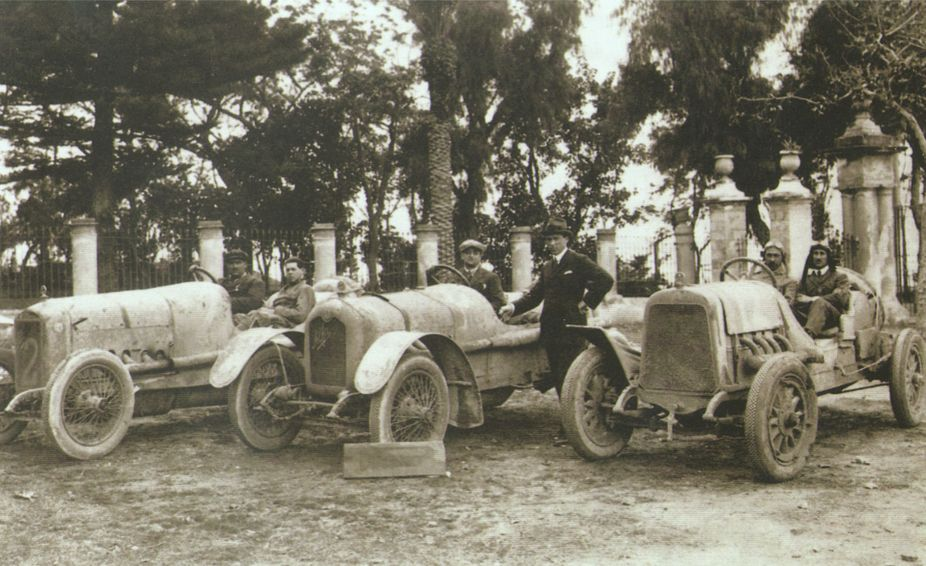
Le tre Alfa Romeo di Giuseppe Campari (sinistra), Enzo Ferrari (centro) e Giuseppe Baldoni (destra) iscritte da Nicola Romeo per la gara.

Nel settembre 1915 la Società Anonima Lombarda Fabbrica Automobili andò in liquidazione che successivamente verrà rilevata dall'ingegnere meccanico e imprenditore santantimese Nicola Romeo, che da ora in poi chiamerà i veicoli Alfa Romeo. Romeo iscrive tre auto da corsa per la Targa Florio. I due piloti ufficiali Giuseppe Campari (con il copilota Giulio Ramponi) ed Enzo Ferrari hanno gareggiato coi modelli 40/60 HP/6.1 mentre Giuseppe Baldoni ha guidato un'Alfa Romeo 20/30 ES/4.2.
La concorrenza più forte è venuta dalle vetture Alfa Romeo della Fabbrica Italiana Automobili Torino e dalle vetture da corsa di Felice Nazzaro. Enrico Restelli ha guidato una Restelli /1.5 della sua propria azienda (la Officine Meccaniche Isola Bella) mentre Maria Antonietta Avanzo è stata la prima donna in Italia a guidare nella Targa Florio.

## Gara

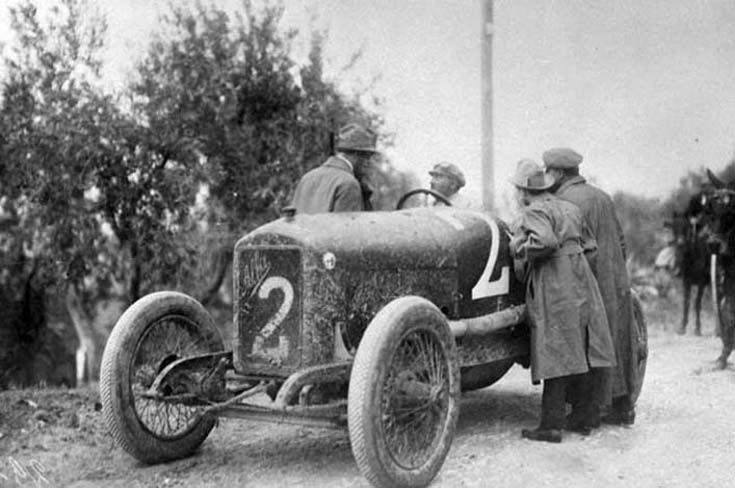
Giuseppe Campari sulla sua Alfa Romeo 40/60 HP/6.1 prima dell'inizio della gara.

Il tempo era brutto come l'anno scorso: i temporali autunnali avevano riportato di nuovo temperature rigide e forti piogge, che resero difficoltosa la guida su strade parzialmente sterrate. Delle tre Alfa Romeo, solo una è arrivata al traguardo. Giuseppe Baldoni uscì di pista su un passaggio di montagna e scivolò attraverso un prato bagnato dalla pioggia in un fosso, dove l'auto andò in stallo a causa di una sospensione anteriore rotta. Il magnete della vettura di Campari al terzo giro cominciò ad avere problemi nel funzionamento. Enzo Ferrari, invece, arrivò secondo, a 12 minuti dal vincitore della gara Guido Meregalli a bordo della Nazzaro Tipo 5/4.4.

## Qualifiche[1]
| Pos | N° | Pilota                           | Auto             | Ora di partenza |
| --- | -- | -------------------------------- | ---------------- | --------------- |
| 1   | 1  | Enrico (Carlo) Restelli          | Restelli         | 7:00            |
| 2   | 2  | Giuseppe Campari                 | Alfa Romeo       | 7:06            |
| 3   | 3  | Giuseppe Piro                    | Fiat             | 7:12            |
| 4   | 4  | Guido Meregalli                  | Nazzaro          | 7:18            |
| 5   | 5  | Guido Peyron                     | Diatto           | 7:24            |
| 6   | 6  | Pietro di Paola                  | Diatto           | 7:30            |
| 7   | 7  | Pio Maravigna                    | Fiat             | 7:36            |
| 8   | 8  | Augusto Tarabusi                 | SCAT             | 7:42            |
| 9   | 10 | Guido Airoldi                    | Itala            | 7:48            |
| 10  | 12 | Contessa Maria Antonietta Avanzo | Buick            | 7:54            |
| 11  | 13 | Luigi Lopez                      | Darracq          | 8:00            |
| 12  | 14 | Enzo Ferrari                     | Alfa Romeo       | 8:06            |
| 13  | 16 | Mario Veronesi                   | Isotta Fraschini | 8:12            |
| 14  | 17 | Giuseppe Baldoni                 | Alfa Romeo       | 8:18            |
| 15  | 18 | Barone Paolo Tasca               | Itala            | 8:24            |
| 16  | 19 | James Tagliavia                  | Itala            | 8:30            |

## Classifica finale[1]
Il vincitore della classe è indicato in grassetto.
| Pos    | Classe      | N° | Team                                | Piloti                           | Telaio                        | Giri |
| ------ | ----------- | -- | ----------------------------------- | -------------------------------- | ----------------------------- | ---- |
| 1      | Categoria 6 | 4  | Guido Meregalli                     | Guido Meregalli                  | Nazzaro Grand Prix Tipo 5/4.4 | 4    |
| 2      | Categoria 7 | 14 | Accomandita Ing. Nicola Romeo & Co  | Enzo Ferrari                     | Alfa Romeo 40/60 HP/6.1       | 4    |
| 3      | Categoria 4 | 13 | Luigi Lopez                         | Luigi Lopez                      | Darracq 16 HP/2.9             | 4    |
| 4      | Categoria 2 | 3  | Fabbrica Italiana Automobili Torino | Giuseppe Piro                    | Fiat 501/1.5                  | 4    |
| 5      | Categoria 2 | 7  | Fabbrica Italiana Automobili Torino | Pio Maravigna                    | Fiat 501/1.5                  | 4    |
| 6      | Categoria 4 | 10 | Guido Airoldi                       | Guido Airoldi                    | Itala /2.8                    | 4    |
| 7      | Categoria 4 | 19 | James Tagliavia                     | James Tagliavia                  | Itala /2.8                    | 4    |
| 8 ABD  | Categoria 2 | 1  | Officine Meccaniche Isola Bella     | Enrico (Carlo) Restelli          | Restelli /1.5                 | 3    |
| 9 ABD  | Categoria 4 | 5  | Guido Peyron                        | Guido Peyron                     | Diatto 4 DC/2.7               | 3    |
| 10 ABD | Categoria 7 | 2  | Accomandita Ing. Nicola Romeo & Co  | Giuseppe Campari                 | Alfa Romeo 40/60 HP/6.1       | 2    |
| 11 ABD | Categoria 6 | 8  | Augusto Tarabusi                    | Augusto Tarabusi                 | SCAT 25/35 HP/4.7             | 2    |
| 12 ABD | Categoria 7 | 12 | Maria Antonietta Avanzo             | Contessa Maria Antonietta Avanzo | Buick                         | 2    |
| 13 ABD | Categoria 7 | 16 | Mario Veronesi                      | Mario Veronesi                   | Isotta Fraschini              | 1    |
| 14 ABD | Categoria 4 | 6  | Pietro Di Paola                     | Pietro Di Paola                  | Diatto 4 DC/2.7               | 1    |
| 15 ABD | Categoria 6 | 17 | Accomandita Ing. Nicola Romeo & Co  | Giuseppe Baldoni                 | Alfa Romeo 20/30 ES/4.2       | 1    |
| 16 ABD | Categoria 4 | 18 | Paolo Tasca                         | Barone Paolo Tasca               | Itala /2.8                    | 0    |

### Solo nell'elenco degli iscritti
Qui sono registrate squadre, piloti e veicoli che erano stati originariamente registrati per la gara ma non hanno preso parte.
| Classe      | N° | Team | Piloti             | Telaio |
| ----------- | -- | ---- | ------------------ | ------ |
| Categoria 6 | 11 |      | Alberto Lancilotto | SCAT   |

## Statistiche
- Giro più veloce - #14 Enzo Ferrari - 2:05:39.600
- Distanza - 108.000 km
- Velocità media del vincitore - 51,084 km/h